# Molly Moon y los ladrones de cerebros
Molly Moon y los ladrones de cerebros es la cuarta novela en los libros Molly Moon, escritos por la autora inglesa Georgia Byng. Fue publicado el 5 de octubre de 2007.

## Argumento
La heroína, Molly Moon, está en una misión para traer a su gemelo perdido, Micky, a casa. Para hacer esto, ella viaja al pasado al día en que Molly y el nacieron, luego sigue al que lo rapta a Mont Blanc 500 años en el futuro. Pero luego descubre que Micky está confundido y es atrapada por la princesa Fen Fang Feng Yang Yong Yin Ying Kai-Ying Qingling (Fang) y con su tecnología le quita todo su poder hipnótico, Molly descubre algo importante, ¡ella lee mentes! Usando sus nuevas habilidades, Molly logra sacar mucha información acerca de la princesa Fang. Ahora que sabe lo que la Princesa Fang ha hecho, y después de mucha persuasión, sabe que Micky hypnotiza a la gente de ayudar a su princesa Fang y sus malvados planes para el futuro.
Rocky el mejor amigo de Molly esta hipnonizado, en un principio, de Micky, por lo que este, Rocky luego empieza ayudar a la princesa Fang.
La Sra. Meekles (un trabajador) ayuda a escapar a Molly con Micky del castillo. Ellos escapan y Molly intenta persuadir a Micky de que la Princesa Fang es solo una niña loca que lo utiliza a él. Ella menciona el hecho de que ha estado fingiendo que estaba enfermo y necesitaba su ayuda, y el hecho de que él se llama "minus (menos)". Ella le recibe a su lado, al fin y al cabo, Molly utiliza su poder para poder leer la mente para pedir a la máquina si puede obtener sus habilidades de nuevo. La máquina da cuenta atrás de su conocimiento.
A continuación, desipnotiza a todos los hipnotizados de la princesa del Fang y le pide a los guardias ayuda para obtener sus cristales. Una vez que ella tiene sus cristales, se detiene el tiempo y Molly se pone en condiciones de hipnotizar personas.
Por último todas las personas son deshipnotizadas y todo volverá a la normalidad. Molly restituye a los verdaderos gobernantes de Mont Blanc en el trono.